# Acantholimon caesareum
Acantholimon caesareum är en triftväxtart som beskrevs av Pierre Edmond Boissier och Benedict Balansa. Acantholimon caesareum ingår i släktet Acantholimon och familjen triftväxter. Inga underarter finns listade i Catalogue of Life.